# Tagaeri
Tagaeri är en urfolkstam av Huaoranifolket som lever i ecuadorianska Amazonas. De har fått sitt namn från deras anknytning till krigaren Taga. Även om de har en kulturell och språklig anknytning till andra Huaoranistammar har de fortsatt leva den nomadiska livsstil som en gång var vanligt för Amazonas urfolk och har varit mycket motståndskraftiga vilket gör dem till ett av de så kallade okontaktade folken som har liten eller ingen kontakt med omvärlden. Området där Tagaeri bor bebos även av tre andra okontaktade stammar; Taromenane, Onamenane och Huinatare.
Stammen separerade sig från andra huaorani år 1968, ledda av krigaren Taga, under en period av intensiv krigföring mellan stammarna och har sedan dess levt isolerade. Försök av utomstående att ta kontakt har ofta blivit våldsamt tillbakadrivna vilket började med en serie attacker mot den koloniala bosättningen Coca som hämnd för ett försök att kristna stammen av SIL International. De senaste attackerna drabbade missionärerna Alejandro Labaca och Inés Arango vilka båda genomborrades av spjut.
Kontakter med andra Huaoranistammar har fortsatt på en låg nivå, ibland med utbrott av våldsamheter mellan stammarna som år 1993 och 2003.